# 天女散花
『天女散花』（てんにょさんか、てんにょさんげ、tiānnǚsànhuā）は、中国古代の典故であり、同時に故事成語で伝説である。この物語を元にした京劇・黄梅戯・壁画も多い。「天女散花」という言葉は、元々は仏教の経典である「維摩経」の「観衆生品」の物語から来ている。百花仙子という天女が散花して菩薩や声聞弟子の道行を試すと、花は菩薩の体からは離れたが、声聞たちの体についた花はくっついて離れなかったというものである。またこの言葉は、雪などが舞い散るさまや野山の草花が山野を彩るのを喩えるのに用いられる。

## 概要

### ストーリー1
維摩経によれば、ある日、如来はインドの蓮花宝座で経を説いていると、突然瑞雲が東から来るのを見て、弟子の維摩詰が難病になっていることに悟る。そこで、大衆の弟子に見舞いに派遣する。如来は維摩居士がこの機会に仏典を解説するだろうと考えており、弟子達が学ぶ様子を検証するように天女を派遣した。天女は花かごを手に提げて飛んでいき、下界に来て頭を下げて見ると、維摩詰が弟子に教えを授けているところを見かけた。天女がすぐさま花かごの鮮花を下界へ撒くと、弟子舎利弗は全身花まみれとなった。みんなはとても不思議に思っていると、天女は言った。「結習未だ盡きざれば、固より花が身に著く。結習盡くれば、花身に著かず（煩悩を離れていないから花が身に付くのだ。煩悩を離れれば、花は体につかない）。」舎利弗は天女の教えを知り、ますます経文の勉強に励んだ。

### ストーリー2
維摩詰の家には一人の天女がいて、彼女はお経を説く声を聞くといつも、説法をする人の前に姿を表す。花かごの曼陀羅華を菩薩たちや釈迦の大弟子たちにふりかける。すると菩薩の体のうえの花びらはすぐに落ちたが、大弟子の体の上のものは落ちず、大弟子が超能力を用いても花を振り払うことが出来なかった。

## 関連文化
- 図案：中国の伝統の吉祥図案の16：仙女の雲の中で飛び舞って花を散らす。

## 参照
1. ↑  《維摩経·観衆生品》：“時維摩詰室有一天女，見諸大人聞所説説法，便現其身，即以天華散諸菩薩、大弟子上，華至諸菩薩即皆堕落，至大弟子便著不堕。一切弟子神力去華，不能令去。”